# The Meters (альбом)
The Meters — дебютный альбом американской фанк-группы The Meters. Он был издан в мае 1969 года, первым из восьми альбомов группы. Ранние наработки группы были развиты через импровизации. На протяжении большей части 60-х годов участники группы играли в ночных клубах Нового Орлеана. У них был переменчивый музыкальный стиль, который включал в себя элементы R&B, рока и джаза.

## История
Заглавная композиция «Cissy Strut» была открывающей песней группы на их концертах в ночном клубе Авенго в конце 60-х годов. Оригинальная мелодия песни была придумана Лео Ноцентелли. Песня тогда не имела название, а группа называлась Art Neville and the Neville Sounds:2. Песня была записана на студии Cosimo Studios:1. Сначала она была выпущена синглом, за две недели было продано 200,000 копий. Коммерческий успех песни заставил группу сменить название, а также определил её дальнейшей звучание:2.
Разнообразие инструментов на обложке альбома символизирует многообразие композиций и ритмов:199. На обратной стороне изображены участники группы на самом раннем этапе своей карьеры. Многие инструментальные треки группы получили своё название только после того как были записаны. Восьмая по счёту композиция альбома получила своё название в честь электронной лампы 6V6, которая часто используется в гитарных усилителях.

## Рецензии
| Оценки критиков | Оценки критиков |
| Источник        | Оценка          |
| --------------- | --------------- |
| Allmusic        | [ 7 ]           |
| Revive Music    | Положительный   |
| Vermont Review  | Положительный   |

Рецензент портала AllMusic отметил простоту музыки и её нюансы и назвал её «впечатляющей». Тамара Дэвидсон из Revive Music оставила положительный отзыв и написала «альбом заполнен заразительными грувами, грязными басовыми партиями и революционными барабанными ритмами». Согласно Брайану Найту из The Vermont Review, данный альбом «задал планку как для самих the Meters, так и для всего фанкового звучания Нового Орлеана».

## Список композиций
Все песни были написаны участниками группы, за исключением отмеченных
| №   | Название                         | Длительность |
| --- | -------------------------------- | ------------ |
| 1.  | «Cissy Strut»                    | 3:06         |
| 2.  | «Here Comes the Meter Man»       | 2:55         |
| 3.  | «Cardova»                        | 4:35         |
| 4.  | «Live Wire»                      | 2:40         |
| 5.  | «Art»                            | 2:35         |
| 6.  | «Sophisticated Cissy»            | 2:56         |
| 7.  | «Ease Back»                      | 3:14         |
| 8.  | «6V6 LA»                         | 2:26         |
| 9.  | «Sehorn’s Farm1»                 | 2:31         |
| 10. | «Ann»                            | 2:46         |
| 11. | «Stormy» (Buddy Buie, J.R. Cobb) | 3:40         |
| 12. | «Simple Song» (Слай Стоун)       | 3:06         |

| №   | Название                                     | Длительность |
| --- | -------------------------------------------- | ------------ |
| 13. | «The Look of Love» (Берт Бакарак, Хэл Дэвид) | 3:39         |
| 14. | «Soul Machine»                               | 3:28         |

1 Обозначена как «Sehorns Farm» на оригинальном издании пластинки; и как «Sehorns Farms» на оригинальном издании сингла.

## Участники записи
Согласно порталу AllMusic.
- Арт Невилл – орган, клавишные, композитор
- Зигги Моделист – ударные, композитор
- Лео Ноцентелли – гитара, композитор
- Джордж Портер мл. – бас-гитара, композитор

Производство
- Аллен Туссен – продюсер
- Маршалл Сихорн – продюсер
- Джованни Скатола – переиздание
- Джэни Ганс – художественный руководитель
- Джейк Кеннеди – заметки к альбому
- Композиция (трек 13) – Берт Бакарак, Хэл Дэвид

## Хит-парады
Недельные хит-парады
| Хит-парад (1969)          |     |
| ------------------------- | --- |
| US R&B Albums (Billboard) | 23  |
| US Billboard 200          | 108 |

Синглы
| Название              | Год  | Наивысшая позиция (по чарту) | Наивысшая позиция (по чарту) | Альбом     |
| Название              | Год  | US                           | R&B                          | Альбом     |
| --------------------- | ---- | ---------------------------- | ---------------------------- | ---------- |
| «Cissy Strut»         | 1969 | 23                           | 4                            | The Meters |
| «Sophisticated Cissy» | 1969 | 34                           | 7                            | The Meters |
| «Ease Back»           | 1969 | 61                           | 20                           | The Meters |

## Для дальнейшего чтения
- Jeff Chang. The Meters // Marooned: The Next Generation of Desert Island Discs (англ.) / Phil Freeman. — Da Dapo Press, 2007. — P. 195—208. — ISBN 9780306816406.